# Tvetabäcken
Tvetabäcken är en bäck som går genom en dalgång strax norr om Skara i Skara kommun. Längst bäcken kan man se många olika sorters djur och växter, och det ganska kuperade området utmärker sig från det annars platta landskapet.
Runt omkring bäcken finns hagmarker och lövskog, och det kan vara svårt att hitta ner till bäcken då den är ganska undangömd. I bäcken kan man i skymningen se bävrar, och andra arter som finns vid Tvetabäcken är bland andra backsippor, blåsippor och brudbröd.
På somrarna kan man ta museijärnvägen från Skara och gå av vid Tveta station. Därifrån går det en gammal naturstig vars första halva är enkel att ta sig fram på. Ett annat sätt att ta sig ner till Tvetbäcken är via Åkedal, där man kan följa en ko-stig genom den grönskande och ormbunksprydda naturen. 